# 이자제한법
이자제한법(利子制限法)은 과거의 이식제한령(利息制限令：1911년, 制命 13號)을 폐지하고 이에 대치하기 위해 1962년 대한민국의 법률 971호로 새로이 제정된 것이다. IMF 사태 이후 폐지되었다가 2007년에 새로이 제정되었다.
과거 이식제한령은 그 내용상의 불비(不備)로 큰 실효를 보지 못했고, 뿐만 아니라 6·25 전쟁 이후의 격심한 경제 사정의 변동은 그것을 완전히 유명무실화하게 만들어 버렸다. 제한이율을 훨씬 상회하는 고율(高率)이 보편화된 것이다. 이러한 사정을 토대로 종래의 이식제한령을 폐지하고 이에 대치하기 위해 새로이 제정된 것이 1962년 법률 971호의 이자제한법이다. 그러나 그것 또한 제한이자율(최고한도 연 2할)이 실제로 거래되는 것보다 너무 낮게 정해져 있었던 탓으로 소기의 효과를 얻지 못하자 1965년 9월 이자의 최고한도에 관한 동법 1조를 개정(최고한도 연 4할)했으나, IMF 환란 이후 고환율 정책에 의해 이자제한법이 전격 폐지되었다. 이후 고금리에 따른 서민들의 고통이 가중되자 2007년 이자제한법이 부활하였다.

## 이자의 최고한도
이자제한법은 계약상의 이자의 최고한도를 규정하여 부당한 고리(高利)의 이자로부터 채무자를 보호하고 있다. 즉 금전대차에 관한 계약상의 최고이자율은 연 24할을 초과할 수 없게 하고 이 범위 안에서 대통령령으로 정하게 하고 있다(이제 2조 1항). 단 이 경우 대차 원금 10만원 미만의 소액에 대하여는 적용하지 아니한다(이제 2조 5항). 1970년대에 1970년 2월 6일 대통령령 4612호로 그 최고한도를 3할 6푼 5리로 하여 시행하여 오다가 1972년 8월 3일 대통령의 긴급 재정경제명령의 발포와 함께 연 2할 5푼으로 개정되기도 했었다. 이자가 전술한 제한이율에 따라 산정한 금액을 초과한 때에는 그 초과부분의 이자계약은 무효이다(이제 2조). 따라서 제한초과의 이자는 재판상 이를 청구할 수 없음은 물론이며 이를 원본(元本)에 삽입하거나 준소비대차(準消費貸借))로 하는 계약을 하거나(605조) 경개계약(更改契約)을 하거나 또는 당사자 사이에서 상계(相計)의 예약을 하여도 무효이다.

## 배상금 예정의 제한
이자제한법 6조는 당사자가 금전을 목적으로 한 채무의 불이행에 관하여 예정한 배상액을 법원이 부당하다고 인정한 때에는 상당한 액까지 이를 감소할 수 있다고 규정하고 있다. 그러나 이 조항은 민법 398조 2항과 내용상 중복되는 것으로 불필요한 것이다. 일반적으로 채무불이행으로 인한 손해배상의 예정액이 부당하게 과다한 경우 법원은 적당이 이를 감액할 수 있으며(398조 2항), 또한 타인의 경솔·궁박 등을 이용한 폭리행위가 되는 배상액의 예정은 무효가 된다고 해석되기 때문이다(104조).

## 간주이자
금전소비대차에 관하여 대주(貸主)가 받는 원본 외의 금전은 예금(預金)·할인금·수수료·체당금(替當金)·공제금 기타 어떠한 명칭을 불구하고 모두 이자로 간주한다(이제 4조). 이와 같이 이자로 간주하는 금전을 간주이자(看做利子)라 하며, 따라서 간주이자는 이자제한법의 적용을 받음으로써 채권자가 이자제한법이 제한을 잠탈(潛脫)하는 것을 방지할 수 있다. 그러나 계약서 작성비·공정증서 작성비 등의 계약 체결의 비용 및 독촉비용·강제집행비용 등의 채무변제에 관한 비용은 간주이자에 포함되지 않음은 물론이다.

## 판례
대부업 등록을 하지 않고 사실상 대부업을 영위하는 자에 대하여는 대부업 등의 등록및 금융이용자 보호에 관한 법률이 아닌 이자제한법에 따른 최고이율의 제한을 받는다.

## 같이 보기
- 대부업